# ۱۷۹ (پیش از میلاد)
۱۷۹ (پیش از میلاد) ۱۷۹مین سال قبل از تقویم میلادی است.